# Eritis sicut dii
La locuzione latina Eritis sicut Deus, tradotta letteralmente, significa sarete come Dio. Essa è tratta dalla Bibbia: Genesi, 3,5.
Sono le parole che il serpente dice a Eva per invogliarla a disobbedire a Dio mangiando il frutto proibito dell'Albero della conoscenza del Bene e del Male.

(Genesi, 3,5, traduzione CEI 2008)